# Liste der Kulturdenkmäler in Altenkirchen (Pfalz)
In der Liste der Kulturdenkmäler in Altenkirchen sind alle Kulturdenkmäler der rheinland-pfälzischen Ortsgemeinde Altenkirchen aufgeführt. Grundlage ist die Denkmalliste des Landes Rheinland-Pfalz (Stand: 6. September 2022).

## Einzeldenkmäler
| Bezeichnung                 | Lage                                 | Baujahr                   | Beschreibung | Bild                           |
| --------------------------- | ------------------------------------ | ------------------------- | --- | ------------------------------ |
| Schulhaus                   | Bergstraße 1 Lage                    | 1782/83                   | ehemalige Schule; eingeschossiger Krüppelwalmdachbau, 1782/83; Ausstattung der Grubenverwaltung, 1820                                   | BW                             |
| Protestantisches Pfarrhaus  | Breitenbacher Straße 1 Lage          | 1861/62                   | aufgesockelter Putzbau, 1861/62 | BW                             |
| Gasthaus                    | Breitenbacher Straße 4 Lage          |                           | großvolumiger hausteingegliederter Eckbau; ortsbildprägend                                                                              | BW                             |
| Protestantische Pfarrkirche | Schillerstraße 38 Lage               | Ende des 13. Jahrhunderts | spätromanischer Chorturm, Ende des 13. Jahrhunderts, barocker Saalbau, bezeichnet 1756, und Turmaufstockung mit welscher Haube von 1818 | weitere Bilder Fotos hochladen |
| Kriegerdenkmal              | Schillerstraße, bei Nr. 38 Lage      | 1920er Jahre              | Kriegerdenkmal 1914/18, wohl aus den 1920er Jahren                                                                                      | Fotos hochladen                |
| Grundschule                 | Schulstraße 12 Lage                  | 1914–19                   | großvolumiger Walmdachbau, 1914–19, Architekt Bezirksbaumeister Löhmer, Homburg                                                         | BW                             |
| Stundenstein                | nördlich des Ortes an der L 355 Lage | 1838/40                   | Stundenstein, 1838/40 | BW                             |